# Vojskova (Cetina)
Vojskova je desni pritok rijeke Cetine. Izvor je "Vojskovo vrilo" na području općine Hrvace, na nadmorskoj visini od oko 360 m.n.v.. Prvih 1200 m pruža se prema sjeveroistoku, a zatim teče prema istoku, u ukupnoj duljini oko 3,1 km, gdje u Hrvatačkom polju uvire u Cetinu na nadmorskoj visini od oko 300 m.n.v..
U literaturi, a i u lokalnom govoru, znaju je zvati i Vojskava. Prije utoka u Cetinu u nju s desne strane utječe Karakašica koja se u gornjem dijelu toka zove Sutina. U literaturi se često umjesto Vojskove Karakašica naziva desnim pritokom Cetine, što možda nije opravdano jer Karakašica znade ljeti presušiti, a Vojskova ne.
U rijeci žive pastrva, klen, rak i žaba.